# Ренберн (Алабама)
Ренберн (англ. Ranburne) — місто (англ. town) в США, в окрузі Клеберн штату Алабама. Населення — 422 особи (2020).

## Географія
Ренберн розташований за координатами 33°31′33″ пн. ш. 85°20′20″ зх. д. / 33.52583° пн. ш. 85.33889° зх. д. (33.525853, -85.339013).  За даними Бюро перепису населення США в 2010 році місто мало площу 4,11 км², уся площа — суходіл.

## Демографія

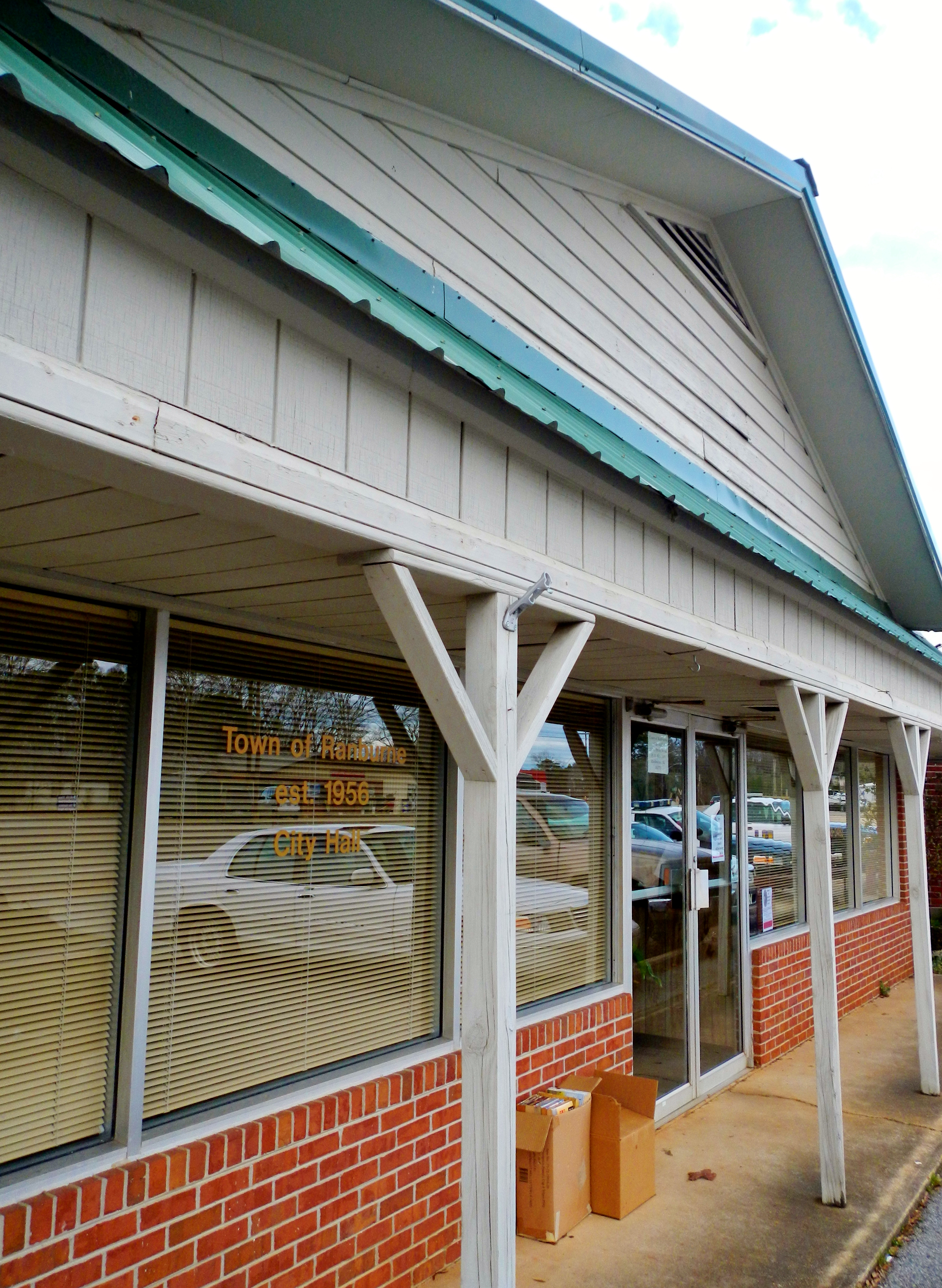
Мерія

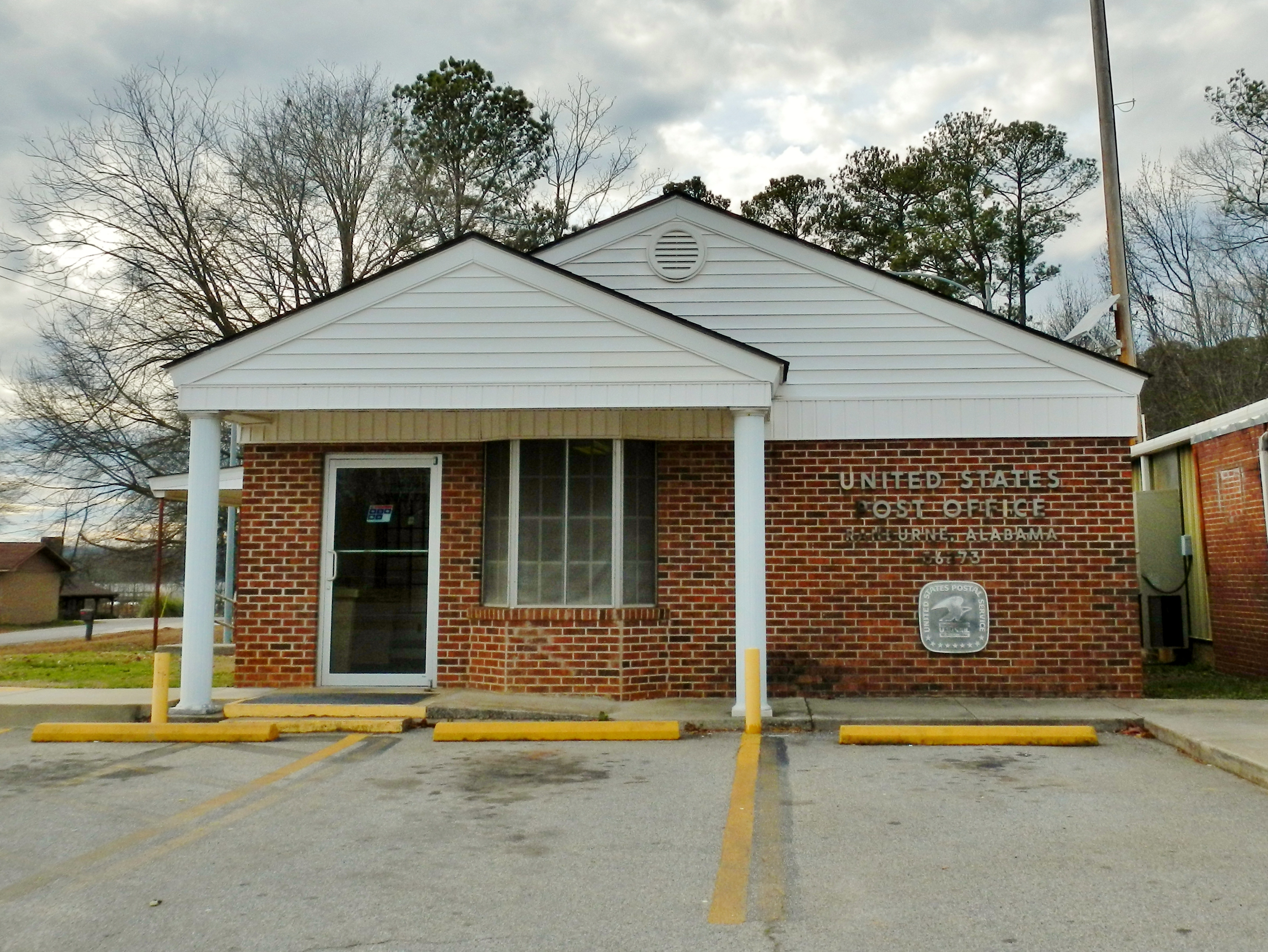
Пошта

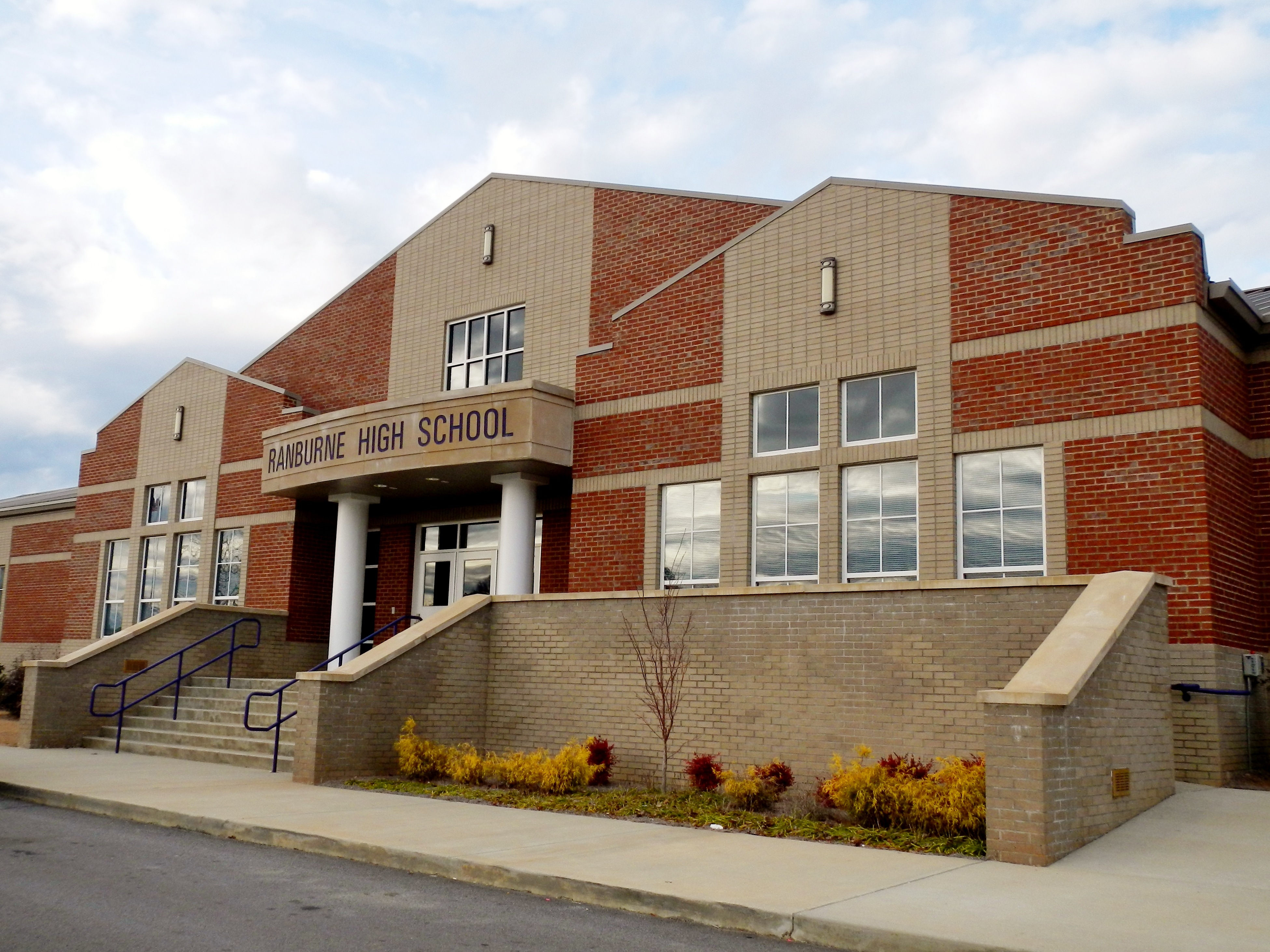
Середня школа

Згідно з переписом 2010 року, у місті мешкало 409 осіб у 170 домогосподарствах у складі 127 родин. Густота населення становила 100 осіб/км².  Було 195 помешкань (47/км²).
Расовий склад населення:
| - 99,0 % — білих - 0,2 % — корінних американців |

До двох чи більше рас належало 0,7 %. Частка іспаномовних становила 0,2 % від усіх жителів.
За віковим діапазоном населення розподілялося таким чином: 22,7 % — особи молодші 18 років, 52,9 % — особи у віці 18—64 років, 24,4 % — особи у віці 65 років та старші. Медіана віку мешканця становила 45,8 року. На 100 осіб жіночої статі у місті припадало 91,1 чоловіків;  на 100 жінок у віці від 18 років та старших — 82,7 чоловіків також старших 18 років.
Середній дохід на одне домашнє господарство  становив 64 366 доларів США (медіана — 50 909), а середній дохід на одну сім'ю — 68 779 доларів (медіана — 53 250). За межею бідності перебувало 5,8 % осіб, у тому числі 3,7 % дітей у віці до 18 років та 4,2 % осіб у віці 65 років та старших.
Цивільне працевлаштоване населення становило 204 особи. Основні галузі зайнятості: виробництво — 26,0 %, освіта, охорона здоров'я та соціальна допомога — 18,6 %, будівництво — 8,3 %, роздрібна торгівля — 7,4 %.